# Joël Bettin
 (décembre 2024).
Si vous disposez d'ouvrages ou d'articles de référence ou si vous connaissez des sites web de qualité traitant du thème abordé ici, merci de compléter l'article en donnant les références utiles à sa vérifiabilité et en les liant à la section « Notes et références ».
Joël Bettin, né le 14 décembre 1966 à Melun, est un céiste français, médaillé de bronze olympique de canoë biplace en course en ligne en 1988 à Séoul.

## Palmarès

### Jeux olympiques
- Jeux olympiques de 1988 à Séoul (Corée du Sud) :
  -  Médaille de bronze en course en ligne C2 500m[1].

### Championnats du monde
- Championnats du monde de course en ligne (canoë-kayak) 1989 à Plovdiv (Bulgarie) :
  -  Médaille de bronze en C2 500m.
  -  Médaille de bronze en C4 500m.

- Championnats du monde de course en ligne (canoë-kayak) 1991 à Paris (France) :
  -  Médaille d'argent en C4 500m.
- Entraîneur : Alain Lebas